# 搜索者
《搜索者》（英語：The Searchers，新加坡公映時譯《萬里香踪》）是美國導演約翰·福特執導的一部電影，由約翰·韋恩主演，於1956年上映，雖然當時得到商業上的成功，不過不被美國電影界所重視。现在《搜索者》被廣泛的認為是電影史上數一數二最偉大的西部片。1989年，美國國會圖書館將之錄入國家影片登記表，以表揚電影在「文化上、歷史上或美學上具重要意義」。

## 劇情大綱
在一次印地安人突袭中，仇恨一切印地安人的退伍老兵埃森·爱德华兹（Ethan Edwards），哥嫂被杀，侄女被掠。于是埃森在其兄养子马丁（有印地安人血缘）的陪伴下，开始了搜找侄女的艰辛岁月。数年间，搜索渐渐变成了别具目的的迷狂的举动。侄女已成印地安部落一员，他找她只为杀死她。

## 評價
- 1997年與2007年AFI百年百大電影中，《搜索者》分別名列第96與第12名。
- 1972年、1992年與2002年《視與聽雜誌》中，《搜索者》名列史上最偉大的電影第8、第5與第11名。
- 導演史蒂芬·史匹柏曾表示他在拍片遇到瓶頸時，本片是為了能讓自己回歸初衷必看的四部電影（另外三部為法蘭克·卡普拉的《風雲人物》、黑澤明的《七武士》與大衛·連的《阿拉伯的勞倫斯》）之一。

## 外部連結
- 互联网电影数据库（IMDb）上《The Searchers》的资料（英文）
- Box Office Mojo上《搜索者》的資料（英文）
- 爛番茄上《搜索者》的資料（英文）
- TCM电影资料库上《The Searchers》的资料（英文）
- AllMovie上《The Searchers》的资料（英文）
- 美国电影学会目录上的《The Searchers》（英文）
- Filming Locations for The Searchers
- Original novel by Alan LeMay （页面存档备份，存于）
- 豆瓣电影上《搜索者》的資料 （简体中文）